# Temporada 2015 de Fórmula 1
La temporada 2015 de Fórmula 1 és el 66è Campionat Mundial de Fórmula 1 de la història. Durant aquesta, continua vigent Pacte de la Concòrdia. Ha començat el 16 de març en el Gran Premi d'Austràlia i finalitzarà el 23 de novembre en el Gran Premi d'Abu Dhabi. El calendari està format per dinou grans premis. Lewis Hamilton i Mercedes són els campions vigents dels títols de pilots i constructors, respectivament.

## Defensors del títol
Lewis Hamilton campió de 2014 amb Mercedes.
Mercedes, campions de constructors de Fórmula 1 de 2014.
- Pilot: Lewis Hamilton
- Constructor: Mercedes

## Equips i pilots
| Escuderia                     | Constructor | Xassís        | Motor                  | Neu.    | Nº | Pilots titulars  | Sigles | Rondes | Pilots de proves                                                                |
| ----------------------------- | ----------- | ------------- | ---------------------- | ------- | -- | ---------------- | ------ | ------ | ------------------------------------------------------------------------------- |
| Mercedes AMG Petronas F1 Team | Mercedes    | F1 W06 Hybrid | Mercedes PU106B Hybrid | Pirelli | 44 | Lewis Hamilton   | HAM    | 1-8    | Pascal Wehrlein                                                                 |
| Mercedes AMG Petronas F1 Team | Mercedes    | F1 W06 Hybrid | Mercedes PU106B Hybrid | Pirelli | 6  | Nico Rosberg     | ROS    | 1-8    | Pascal Wehrlein                                                                 |
| Infiniti Red Bull Racing      | Red Bull    | RB11          | Renault Energy F1-2015 | Pirelli | 3  | Daniel Ricciardo | RIC    | 1-8    | Sébastien Buemi · António Félix da Costa · Pierre Gasly                         |
| Infiniti Red Bull Racing      | Red Bull    | RB11          | Renault Energy F1-2015 | Pirelli | 26 | Daniïl Kviat     | KVY    | 1-8    | Sébastien Buemi · António Félix da Costa · Pierre Gasly                         |
| Williams Martini Racing       | Williams    | FW37          | Mercedes PU106B Hybrid | Pirelli | 19 | Felipe Massa     | MAS    | 1-8    | Adrian Sutil · Susie Wolff · Alex Lynn                                          |
| Williams Martini Racing       | Williams    | FW37          | Mercedes PU106B Hybrid | Pirelli | 77 | Valtteri Bottas  | BOT    | 1-8    | Adrian Sutil · Susie Wolff · Alex Lynn                                          |
| Scuderia Ferrari              | Ferrari     | SF15-T        | Ferrari 059/4          | Pirelli | 5  | Sebastian Vettel | VET    | 1-8    | Esteban Gutiérrez · Jean-Éric Vergne · Davide Rigon · Marc Gené · Antonio Fuoco |
| Scuderia Ferrari              | Ferrari     | SF15-T        | Ferrari 059/4          | Pirelli | 7  | Kimi Räikkönen   | RAI    | 1-8    | Esteban Gutiérrez · Jean-Éric Vergne · Davide Rigon · Marc Gené · Antonio Fuoco |
| McLaren Honda                 | McLaren     | MP4-30        | Honda RA615H           | Pirelli | 14 | Fernando Alonso  | ALO    | 2-8    | Kevin Magnussen · Stoffel Vandoorne                                             |
| McLaren Honda                 | McLaren     | MP4-30        | Honda RA615H           | Pirelli | 20 | Kevin Magnussen  | MAG    | 1      | Kevin Magnussen · Stoffel Vandoorne                                             |
| McLaren Honda                 | McLaren     | MP4-30        | Honda RA615H           | Pirelli | 22 | Jenson Button    | BUT    | 1-8    | Kevin Magnussen · Stoffel Vandoorne                                             |
| Sahara Force India F1 Team    | Force India | VJM08 VJM08B  | Mercedes PU106B Hybrid | Pirelli | 11 | Sergio Pérez     | PER    | 1-8    | Steven Goldstein · Pascal Wehrlein                                              |
| Sahara Force India F1 Team    | Force India | VJM08 VJM08B  | Mercedes PU106B Hybrid | Pirelli | 27 | Nico Hülkenberg  | HUL    | 1-8    | Steven Goldstein · Pascal Wehrlein                                              |
| Scuderia Toro Rosso           | Toro Rosso  | STR10         | Renault Energy F1-2015 | Pirelli | 33 | Max Verstappen   | VES    | 1-8    | Pierre Gasly · Marco Wittmann                                                   |
| Scuderia Toro Rosso           | Toro Rosso  | STR10         | Renault Energy F1-2015 | Pirelli | 55 | Carlos Sainz Jr. | SAI    | 1-8    | Pierre Gasly · Marco Wittmann                                                   |
| Lotus F1 Team                 | Lotus       | E23 Hybrid    | Mercedes PU106B Hybrid | Pirelli | 8  | Romain Grosjean  | GRO    | 1-8    | Jolyon Palmer · Esteban Ocon · Carmen Jordá · Adderly Fong                      |
| Lotus F1 Team                 | Lotus       | E23 Hybrid    | Mercedes PU106B Hybrid | Pirelli | 13 | Pastor Maldonado | MAL    | 1-8    | Jolyon Palmer · Esteban Ocon · Carmen Jordá · Adderly Fong                      |
| Sauber F1 Team                | Sauber      | C34           | Ferrari 059/4          | Pirelli | 9  | Marcus Ericsson  | ERI    | 1-8    | Raffaele Marciello                                                              |
| Sauber F1 Team                | Sauber      | C34           | Ferrari 059/4          | Pirelli | 12 | Felipe Nasr      | NAS    | 1-8    | Raffaele Marciello                                                              |
| Manor F1 Team                 | Manor       | MR03B         | Ferrari 059/3          | Pirelli | 28 | Will Stevens     | STE    | 2-8    | Jordan King                                                                     |
| Manor F1 Team                 | Manor       | MR03B         | Ferrari 059/3          | Pirelli | 98 | Roberto Merhi    | MER    | 2-8    | Jordan King                                                                     |

## Resultats del campionat del món de pilots
Per la classificació es fa servir la següent taula de puntuació:
| Posició | 1r | 2n | 3r | 4t | 5è | 6è | 7è | 8è | 9è | 10è |
| Punts   | 25 | 18 | 15 | 12 | 10 | 8  | 6  | 4  | 2  | 1   |

| Pos. | Pilot             | AUS · | MAL · | XIN · | BAH · | ESP · | MON · | CAN · | AUS · | GBR · | HON · | BEL · | ITA · | SIN · | JAP · | RUS · | USA · | MEX · | BRA · | ABU · | Punts |
| ---- | ----------------- | ----- | ----- | ----- | ----- | ----- | ----- | ----- | ----- | ----- | ----- | ----- | ----- | ----- | ----- | ----- | ----- | ----- | ----- | ----- | ----- |
| 1    | Lewis Hamilton    | 1     | 2     | 1     | 1     | 2     | 3     | 1     | 2     | 1     | 6     | 1     | 1     | Ret   | 1     | 1     | 1     | 2     | 2     | 2     | 381   |
| 2    | Nico Rosberg      | 2     | 3     | 2     | 3     | 1     | 1     | 2     | 1     | 2     | 8     | 2     | 17†   | 4     | 2     | Ret   | 2     | 1     | 1     | 1     | 322   |
| 3    | Sebastian Vettel  | 3     | 1     | 3     | 5     | 3     | 2     | 5     | 4     | 3     | 1     | 12†   | 2     | 1     | 3     | 2     | 3     | Ret   | 3     | 4     | 278   |
| 4    | Kimi Räikkönen    | Ret   | 4     | 4     | 2     | 5     | 6     | 4     | Ret   | 8     | Ret   | 7     | 5     | 3     | 4     | 8     | Ret   | Ret   | 4     | 3     | 150   |
| 5    | Valtteri Bottas   | DNS   | 5     | 6     | 4     | 4     | 14    | 3     | 5     | 5     | 13    | 9     | 4     | 5     | 5     | 12†   | Ret   | 3     | 5     | 13    | 136   |
| 6    | Felipe Massa      | 4     | 6     | 5     | 10    | 6     | 15    | 6     | 3     | 4     | 12    | 6     | 3     | Ret   | 17    | 4     | Ret   | 6     | DSQ   | 8     | 121   |
| 7    | Daniil Kvyat      | DNS   | 9     | Ret   | 9     | 10    | 4     | 9     | 12    | 6     | 2     | 4     | 10    | 6     | 13    | 5     | Ret   | 4     | 7     | 10    | 95    |
| 8    | Daniel Ricciardo  | 6     | 10    | 9     | 6     | 7     | 5     | 13    | 10    | Ret   | 3     | Ret   | 8     | 2     | 15    | 15†   | 10    | 5     | 11    | 6     | 92    |
| 9    | Sergio Pérez      | 10    | 13    | 11    | 8     | 13    | 7     | 11    | 9     | 9     | Ret   | 5     | 6     | 7     | 12    | 3     | 5     | 8     | 12    | 5     | 78    |
| 10   | Nico Hülkenberg   | 7     | 14    | Ret   | 13    | 15    | 11    | 8     | 6     | 7     | Ret   | DNS   | 7     | Ret   | 6     | Ret   | Ret   | 7     | 6     | 7     | 58    |
| 11   | Romain Grosjean   | Ret   | 11    | 7     | 7     | 8     | 12    | 10    | Ret   | Ret   | 7     | 3     | Ret   | 13†   | 7     | Ret   | Ret   | 10    | 8     | 9     | 51    |
| 12   | Max Verstappen    | Ret   | 7     | 17†   | Ret   | 11    | Ret   | 15    | 8     | Ret   | 4     | 8     | 12    | 8     | 9     | 10    | 4     | 9     | 9     | 16    | 49    |
| 13   | Felipe Nasr       | 5     | 12    | 8     | 12    | 12    | 9     | 16    | 11    | DNS   | 11    | 11    | 13    | 10    | 20†   | 6     | 9     | Ret   | 13    | 15    | 27    |
| 14   | Pastor Maldonado  | Ret   | Ret   | Ret   | 15    | Ret   | Ret   | 7     | 7     | Ret   | 14    | Ret   | Ret   | 12    | 8     | 7     | 8     | 11    | 10    | Ret   | 27    |
| 15   | Carlos Sainz, Jr. | 9     | 8     | 13    | Ret   | 9     | 10    | 12    | Ret   | Ret   | Ret   | Ret   | 11    | 9     | 10    | Ret   | 7     | 13    | Ret   | 11    | 18    |
| 16   | Jenson Button     | 11    | Ret   | 14    | DNS   | 16    | 8     | Ret   | Ret   | Ret   | 9     | 14    | 14    | Ret   | 16    | 9     | 6     | 14    | 14    | 12    | 16    |
| 17   | Fernando Alonso   |       | Ret   | 12    | 11    | Ret   | Ret   | Ret   | Ret   | 10    | 5     | 13    | 18†   | Ret   | 11    | 11    | 11    | Ret   | 15    | 17    | 11    |
| 18   | Marcus Ericsson   | 8     | Ret   | 10    | 14    | 14    | 13    | 14    | 13    | 11    | 10    | 10    | 9     | 11    | 14    | Ret   | Ret   | 12    | 16    | 14    | 9     |
| 19   | Roberto Merhi     | DNP   | 15    | 16    | 17    | 18    | 16    | Ret   | 14    | 12    | 15    | 15    | 16    |       |       | 13    |       |       |       | 19    | 0     |
| 20   | Alexander Rossi   |       |       |       |       |       |       |       |       |       |       |       |       | 14    | 18    |       | 12    | 15    | 18    |       | 0     |
| 21   | Will Stevens      | DNP   | DNS   | 15    | 16    | 17    | 17    | 17    | Ret   | 13    | 16†   | 16    | 15    | 15    | 19    | 14    | Ret   | 16    | 17    | 18    | 0     |
| —    | Kevin Magnussen   | DNS   |       |       |       |       |       |       |       |       |       |       |       |       |       |       |       |       |       |       | 0     |
| Pos. | Pilot             | AUS · | MAL · | XIN · | BAH · | ESP · | MON · | CAN · | AUS · | GBR · | HON · | BEL · | ITA · | SIN · | JAP · | RUS · | USA · | MEX · | BRA · | ABU · | Punts |

Notes:
- † – si els pilots han completat el 90% del GP es compta com sencer.